# 5 Pułk Grenadierów Gwardii (Cesarstwo Niemieckie)
5 Pułk Grenadierów Gwardii Cesarstwa Niemieckiego (niem. Garde-Grenadier-Regiment Nr. 5)  – pułk piechoty niemieckiej okresu Cesarstwa Niemieckiego.
Pułk został sformowany 31 marca 1897. Stacjonował w Spandau . Wchodził w skład Korpusu Gwardii .

## Bibliografia

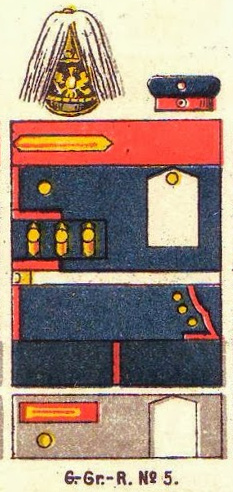
Oznaki pułku